# Kitkajärvi
Koordinaten: 66° 9′ 38″ N, 28° 43′ 0″ O
Kitkajärvi ist ein Seensystem im Osten Finnlands.
Es liegt in den Gemeinden Posio und Kuusamo.
Es besteht aus den beiden Seen Yli-Kitka („Oberer Kitka“) und Ala-Kitka („Unterer Kitka“), welche über den Sund Kilkilösalmi miteinander verbunden sind.
Das Seensystem hat eine Gesamtwasserfläche von 285,81 km².
Es liegt auf einer Höhe von 240,4 m.
Am Nordufer des Ala-Kitka entwässert der Kitkajoki das Seensystem.
Kitkajärvi gehört zum Einzugsgebiet der Kowda, welche ins Weiße Meer mündet.